# Canada ai Giochi della XI Olimpiade
Il Canada partecipò ai Giochi della XI Olimpiade, svoltisi a Berlino, Germania, dal 1º al 16 agosto 1936, con una delegazione di 97 atleti impegnati in dodici discipline.

## Medagliere

### Per discipline
| Sport            | Oro | Argento | Bronzo | Totale |
| ---------------- | --- | ------- | ------ | ------ |
| Canoa/kayak      | 1   | 1       | 1      | 3      |
| Atletica leggera | 0   | 1       | 3      | 4      |
| Pallacanestro    | 0   | 1       | 0      | 1      |
| Lotta libera     | 0   | 0       | 1      | 1      |
| Totale           | 1   | 3       | 5      | 9      |

### Medaglie
| Medaglia | Atleta                                                         | Sport            | Evento                          |
| -------- | -------------------------------------------------------------- | ---------------- | ------------------------------- |
| Oro      | Frank Amyot                                                    | Canoa/kayak      | C1 1000 metri                   |
| Argento  | Johnny Loaring                                                 | Atletica leggera | 400 metri ostacoli              |
| Argento  | Warren Saker Harvey Charters                                   | Canoa/kayak      | C2 10000 metri                  |
| Argento  | Canada                                                         | Pallacanestro    | Torneo Maschile                 |
| Bronzo   | Phil Edwards                                                   | Atletica leggera | 800 metri piani                 |
| Bronzo   | Elizabeth Taylor                                               | Atletica leggera | 80 metri ostacoli               |
| Bronzo   | Dorothy Brookshaw Jeanette Dolson Hilda Cameron Aileen Meagher | Atletica leggera | Staffetta 4×100 metri femminile |
| Bronzo   | Warren Saker Harvey Charters                                   | Canoa/kayak      | C2 1000 metri                   |
| Bronzo   | Joe Schleimer                                                  | Lotta libera     | Pesi welter                     |

## Risultati

### Pallacanestro
| Atleta | Classifica |
| --- | ---------- |
| V · D · M Nazionale canadese - Pallacanestro ai Giochi della XI Olimpiade Aitchison · Allison · A. Chapman · C. Chapman · E. Dawson · N. Dawson · Gray · Meretsky · Nantais · Osborne · Peden · Pendlebury · Stewart · Wiseman · All. Gordon Fuller | Argento    |
| Nazionale canadese - Pallacanestro ai Giochi della XI Olimpiade |            |
| Aitchison · Allison · A. Chapman · C. Chapman · E. Dawson · N. Dawson · Gray · Meretsky · Nantais · Osborne · Peden · Pendlebury · Stewart · Wiseman · All. Gordon Fuller                                                                           |            |